# ديفيد هدسون (مغني)
ديفيد هدسون (بالإنجليزية: David Hudson)‏ هو مغني أمريكي، ولد في 11 أغسطس 1988 في تلسا في الولايات المتحدة.

## وصلات خارجية
- الموقع الرسمي